# ORC 50–53
Die Lokomotiven 50–53 der Ottoman Railway Company (ORC) waren Schlepptenderlokomotiven der Bauart 2’B n2, die 1890 von Neilson an die ORC geliefert wurden.
Als die ORC 1935 verstaatlicht wurde, kamen noch zwei Lokomotiven als 24.001–002 zur Türkiye Cumhuriyeti Devlet Demiryolları (TCDD), die sie vor 1956 ausmusterte.